# Château de Bézéril
Le château de Bézéril est un château situé sur la commune de Bézéril, dans l'Occitanie dans le Gers.

## Situation
Située à l'entrée du château, l'église Saint-Jacques avec son clocher-mur et ses trois cloches qui datent de 1757, est aussi inscrite aux monuments historiques.

## Histoire
Le château de Bézéril est inscrit au titre des monuments historiques par arrêté du 24 janvier 1977.
Il a été construit durant le XVIIe siècle et entièrement remanié au XVIIIe siècle[réf. souhaitée].

## Description
Le château est entouré d'un grand parc avec une cour encadrée de longues ailes des communs. Les tours carrées sont couvertes de tuile plate à crochet.
Les communs, la façade et les toitures sont classés depuis le 6 octobre 1977.